# VSITR
VSITR (niem. Verschlusssachen-IT-Richtlinien) – niemiecki algorytm trwałego zamazywania danych wykorzystujący do tego siedem cykli nadpisywania danych.